# Društveni softver
Društveni softver (engl. Social Software) koristi se u širokoj definiciji za bilo koji web softver koji podržava ili potiče grupnu interakciju, tj. komunikaciju između ljudi i njihovu suradnju na mreži. Društveni softver su skupine alata, u pravilu se grupna interakcija odvija na Internetu. 

## Oblici društvenog softwera su:
- wiki (npr. Wikipedija projekt)
- blog (weblog)
- društveni bookmarking (eng. social bookmarking)
- društveno umrežavanje  (eng. social networking)
- forumi
- instant messengeri
- chat
- podcast
- RSS (Really Simple Syndication)

## Vanjske poveznice
CARNet. Tematski broj o društvenom softveru  Arhivirana inačica izvorne stranice od 26. listopada 2008. (Wayback Machine)